# Université de Metz
L’université de Metz est une ancienne université nationale française, créée en 1971 et située à Metz. Depuis 2005, elle portait le nom de Paul Verlaine, poète né à Metz en 1844 où il vécut plusieurs années. Elle accueillait pour l'année 2010-2011 environ 13 800 étudiants.
Au 1er janvier 2012, les universités de Metz, Nancy-I et II et l’Institut national polytechnique de Lorraine fusionnent pour créer l’université de Lorraine, mettant de facto fin à chacun de ces quatre établissements.

## Historique

### Prémices de l’université
Plusieurs établissements de type universitaire, dits de « haut enseignement » ont existé au XIXe siècle à Metz.  Une première faculté des sciences eut une courte existence entre 1811 et 1816. Sous le régime concordataire français, une école centrale rabbinique (1829–1859) fut créée, étant pour le judaïsme l’équivalent des facultés de théologie catholique et protestante. De 1816 à 1850, la ville est dotée de l’un des trois hôpitaux militaires d’instruction en plus de l’école d’application de l’artillerie et du génie (de 1794 jusqu’à 1870) et de l'école de pyrotechnique, qui constituent des sortes de facultés militaires dévolues à la médecine, à la pharmacie et aux sciences appliquées. Réclamée dès 1838, la faculté des sciences ne voit pas le jour.
Cependant, l’annexion de la Moselle par l’Empire allemand, entre 1871 et 1918, met un terme durable à l’existence et à l’essor des prémices universitaires messins.

### Reconstruction de l'université
En 1959, un collège scientifique universitaire voit le jour, puis en 1961, un centre de propédeutique transformé en 1964 en collège universitaire de lettres, et en 1965 un centre de capacité en droit. Ces collèges universitaires dépendent alors de l’université de Strasbourg, la Moselle étant demeurée rattachée au rectorat alsacien. 
Le 27 mars 1969, l'université est créée, sous la forme d’un établissement public à caractère scientifique et technique, à partir de leur regroupement. Enfin, elle reçoit le statut d'établissement public à caractère scientifique et culturel par le décret du 17 décembre 1970, ce grâce à la forte mobilisation des élus et des universitaires locaux.

### Présidents de l'université
| Période     | Nom                      |
| ----------- | ------------------------ |
| 1971 - 1976 | Jean-Pierre Lonchamp (d) |
| 1976 - 1979 | Pierre Ferrari (d)       |
| 1979 - 1988 | Jean David (d)           |
| 1988 - 1993 | Dominique Durand (d)     |
| 1993 - 1998 | Gérard Nauroy (d)        |
| 1998 - 2002 | Marie-Jeanne Philippe    |
| 2003 - 2008 | Richard Lioger           |
| 2008 - 2011 | Luc Johann (d)           |

### Les développements récents de l’université
L’université Paul-Verlaine - Metz, pluridisciplinaire (sciences « exactes » et naturelles, arts, lettres, langues, sciences humaines, droit, économie, gestion, technologie), regroupait six unités de formation et de recherche (UFR), trois instituts universitaires de technologie (IUT) à Metz et à Thionville - Yutz.
Elle comptait également l’Institut supérieur franco-allemand de techniques, d’économie et de sciences (ISFATES) accueillant un grand nombre d’étudiants désireux de suivre un enseignement bi-culturel et ouvert à l’international, ainsi que huit instituts universitaires professionnalisés (IUP).
D’autre part, l’UPV-M s’est engagée dans des actions de valorisation de la recherche des laboratoires de Metz, notamment sous forme de transfert de résultats vers des tiers-exploitants, de développement de l’entreprise et de soutien à l’innovation pour rapprocher enseignement de qualité et monde du travail.
Elle accueillait aussi les boursiers de l'École nationale supérieure d'ingénieurs de l'université de Lomé par le lien d'un partenariat.

## Composantes

### Unités de formation et de recherche
L’UPV-M est composée de six unités de formation et de recherche (UFR) :
- sciences humaines, Arts et culture (UFR SHA) : Metz, campus du Saulcy ;
- lettres et langues (UFR LL) : Metz, campus du Saulcy ;
- droit, économie et administration (UFR Droit) : Metz, campus du Saulcy ;
- études supérieures de management (UFR ESM-IAE) : Metz, campus du Technopôle ;
- sciences fondamentales et appliquées (UFR SciFA) : Metz, campus Bridoux et Technopôle ;
- mathématique, informatique, mécanique et automatique (UFR MIMA) : Metz, campus du Saulcy ;

### Instituts
L'université compte trois instituts universitaires de technologie (IUT) :
- institut universitaire de technologie de Metz ;
- institut universitaire de technologie de Thionville - Yutz ;
- institut universitaire de technologie de Moselle-Est ;

ainsi que de :
- l’Institut supérieur franco-allemand de techniques, d’économie et de sciences (ISFATES).

### Écoles doctorales
- École doctorale EMMA ED 409 Nancy-Metz

### Service commun de documentation
Une bibliothèque construite en 1970-1971, constitue le noyau de l’actuelle BU du Saulcy. Elle regroupait à l’origine la documentation en sciences et en droit (au début des années 1970 il y avait environ 2 500 étudiants). Plusieurs agrandissements sont opérés au cours des années 1970 tandis que la situation administrative est modifiée en profondeur par le décret 70-1267 du 23 décembre 1970 relatif aux bibliothèques universitaires (création de 24 nouvelles bibliothèques sur tout le territoire national, détachées de leurs BU d’origine).
Aujourd’hui, six bibliothèques dont trois à Metz, une à Thionville-Yutz, une à Sarreguemines et une à Saint-Avold, sont rattachées à l’université de Metz. Elles représentent un total de 280 000 livres, 880 titres de revues papier et 26 650 revues en ligne, pour un budget annuel[Quand ?] de 755 000 euros.

## Enseignement et recherche

### Formation
L'université Paul Verlaine - Metz offre un ensemble de formations :
- DUT,
- licences,
- masters et
- doctorats.

### Relations internationales
L’université de Metz a choisi, depuis la réforme LMD (licence, master, doctorat), d’orienter sa formation vers un accroissement régulier du développement bi-culturel que permet la région lorraine[réf. nécessaire]. En résulte une adaptation des universitaires messins à la fois en France, en Allemagne et sur la place luxembourgeoise.
L’université Paul-Verlaine de Metz est par ailleurs partenaire de 138 établissements d’enseignement supérieur dans 21 pays européens dont l’université du Luxembourg, l’université de Vienne ou encore l’université de Francfort. Signataire de 150 conventions internationales, elle est un acteur majeur du développement socio-culturel en Lorraine.

### Activités de recherche
Les laboratoires de l'UPV-M :
- Laboratoire lorrain des sciences sociales
- Approches psychologiques et épidémiologiques des maladies chroniques
- Centre d'études germaniques interculturelles de Lorraine
- Centre d'études géographiques de l'université Paul-Verlaine-Metz
- Centre d'études linguistiques des textes et des discours
- Centre européen de recherche en économie financière et gestion des entreprises
- Centre de recherche sur les médiations
- Centre régional universitaire lorrain d'histoire
- Centre de recherche Écritures
- Institut de droit et économie des dynamiques en Europe
- Laboratoire de psychologie de l'interaction et des relations intersubjectives
- Laboratoire de mécanique biomécanique polymère structures
- Laboratoire des fondations théoriques de la radioactivité des masses
- Laboratoire d'automatique humaine et de sciences comportementales
- Laboratoire de chimie et méthodologies pour l'environnement
- Laboratoire d'électrochimie des matériaux–institut Jean-Lamour
- Laboratoire d'étude des textures et application aux matériaux
- Laboratoire de génie industriel et production de Metz
- Laboratoire interfaces, capteurs et microélectronique
- Laboratoire des interactions écotoxicologie biodiversité écosystèmes
- Laboratoire d'ingénierie moléculaire et biochimie pharmacologique
- Laboratoire d'informatique théorique et appliquée
- Laboratoire de mathématiques et applications de Metz
- Laboratoire matériaux optiques, photonique et systèmes
- Laboratoire de physique moléculaire et des collisions
- Laboratoire de physique des milieux denses
- Laboratoire de physique et mécanique des matériaux
- Laboratoire de spectrométrie de masse et de chimie laser
- Neurotoxicologie alimentaire et bioactivité

## Implantations
L’UPV-M est présente sur sept sites universitaires :
- Metz (Saulcy, Bridoux, Technopôle),
- Thionville - Yutz,
- Forbach,
- Saint-Avold,
- Sarreguemines.

## Vie étudiante

### Évolution démographique
Évolution démographique de la population universitaire 

| 1987  | 1988  | 1989  | 1990   | 1991   | 2000   | 2001   | 2002   |
| ----- | ----- | ----- | ------ | ------ | ------ | ------ | ------ |
| 8 022 | 8 673 | 9 406 | 10 306 | 11 144 | 15 898 | 15 618 | 15 530 |

| 2003   | 2004   | 2005   | 2006   | 2007   | 2008   | 2009   | 2010   |
| ------ | ------ | ------ | ------ | ------ | ------ | ------ | ------ |
| 15 896 | 15 844 | 15 851 | 15 052 | 14 430 | 13 066 | 13 591 | 13 823 |

## Personnalités liées à l'université

### Enseignants
- Helga Abret (1939-2013) chercheuse, traductrice
- Jean-Marie Pelt (1933 - 2015), professeur; pharmacien et botaniste
- Pierre Grappin, universitaire français
- Alfred Wahl, historien
- Robert Martin, linguiste
- Frédéric Duval, philologue
- Raymond Poidevin, historien

### Étudiants
- Nathalie Griesbeck (1956-), femme politique française
- Samuel Bowong Tsakou (1971- ), enseignant-chercheur camerounais
- Sophie Huber, nageuse française
- Christine Jean, biologiste française
- Vincent Holzer, théologien français
- Jean Messiha, haut fonctionnaire français
- Léontine Nkague Nkamba, mathématiques appliquées et du calcul scientifique

## Sources